# Tamáspatak

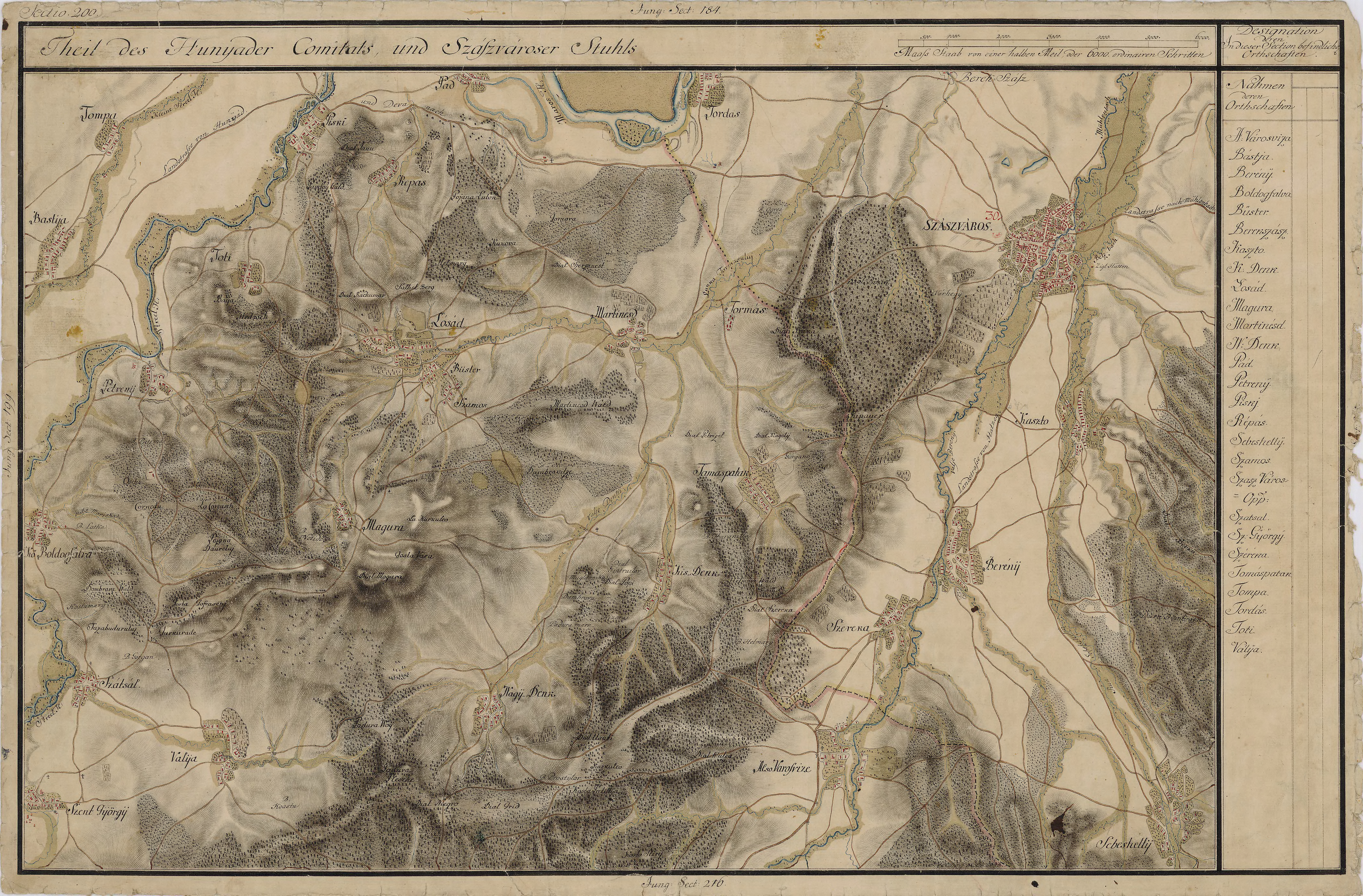
A falu környéke 1769 és 1773 között

Tamáspatak (románul: Tămășasa) falu Romániában, Erdélyben, Hunyad megyében.

## Fekvése
Szászvárostól tíz kilométerre délnyugatra, Dévától 27 kilométerre délkeletre fekszik. Egy 2001-ben aszfaltozott bekötőúton közelíthető meg.

## Népessége

### A népességszám változása
Népessége a 19. század közepétől 2011-ig negyedére fogyott. A csökkenés szinte állandó volt, csak az 1910-es években torpant meg valamelyest. A mára egyutcás falu egykori másik utcája, az Arimeștilor, az 1950-es években néptelenedett el teljesen.

### Etnikai és vallási megoszlás
- 1785-ben 375 lakosa közül az ortodoxok ugyanazon évben tartott összeírásának tanúsága szerint valószínűleg valamennyi ortodox román volt.[1]
- 1900-ban 368 ortodox román lakta.
- 2002-ben 124 román nemzetiségű lakosa közül 117 vallotta magát ortodox vallásúnak.

## Története
Először 1326-ban említették Thamaspataka alakban. Korábban a Hidegvízi család birtokolta, de Károly Róbert a dévai váruradalomhoz csatolta. 1380-ban a Zsámboki, 1486-ban a Tamáspataki családé volt, később ismét a dévai várhoz tartozott. 1720—21-ben 24 jobbágy, 6 zsellér és 7 egyéb jogállású családfő, 1750-ben 39 jobbágy- és 9 zsellércsalád lakta. Lakosságát 1733-ban és 1760–62-ben görögkatolikusként írták össze. Hunyad vármegye lozsádi, majd szászvárosi járásának része volt. 1900 és 1914 között véres összecsapásokra került sor tamáspatakiak és berényiek között egy legelő birtoklásáért, amelyet a tamáspatakiak emlékezete szerint elöljáróik egy része titokban adott el Berény községnek.